# Episodi di The Neighborhood (quarta stagione)
La quarta stagione della serie televisiva The Neighborhood, composta da ventidue episodi, è stata trasmessa in prima visione assoluta negli Stati Uniti d'America da CBS dal 20 settembre 2021 al 23 maggio 2022. La serie è inedita in Italia.
| nº | Titolo originale                          | Prima TV USA      |
| -- | ----------------------------------------- | ----------------- |
| 1  | Welcome to the Family                     | 20 settembre 2021 |
| 2  | Welcome to the Intervention               | 27 settembre 2021 |
| 3  | Welcome to the Sister from Another Mister | 4 ottobre 2021    |
| 4  | Welcome to the Porch Pirate               | 11 ottobre 2021   |
| 5  | Welcome to Your Match                     | 18 ottobre 2021   |
| 6  | Welcome to the Haunting                   | 1 novembre 2021   |
| 7  | Welcome to the Ex-Files                   | 8 novembre 2021   |
| 8  | Welcome to the Family Business            | 29 novembre 2021  |
| 9  | Welcome to the Splurge                    | 6 dicembre 2021   |
| 10 | Welcome to Jury Duty                      | 3 gennaio 2022    |
| 11 | Welcome to the Knockout                   | 17 gennaio 2022   |
| 12 | Welcome to the Big One                    | 24 gennaio 2022   |
| 13 | Welcome to the Stakeout                   | 28 febbraio 2022  |
| 14 | Welcome to the Big Little Leagues         | 7 marzo 2022      |
| 15 | Welcome to the Remodel                    | 14 marzo 2022     |
| 16 | Welcome to the Man Code                   | 21 marzo 2022     |
| 17 | Welcome to Bro Money, Bro Problems        | 28 marzo 2022     |
| 18 | Welcome to the Feud                       | 18 aprile 2022    |
| 19 | Welcome to the Quinceañera                | 2 maggio 2022     |
| 20 | Welcome to the Mama Drama                 | 9 maggio 2022     |
| 21 | Welcome to the Dream Girls                | 16 maggio 2022    |
| 22 | Welcome to the Ring                       | 23 maggio 2022    |